# Bódi Mária Magdolna
Tiszteletreméltó Bódi Mária Magdolna, vagy Bódi Magdi (Szigliget, 1921. augusztus 8. — Litér, 1945. március 23.) magyar munkásnő, keresztény vértanú, szűz. Szentté avatását Mindszenty József, akkori veszprémi püspök kezdte el 1945-ben, majd 1990-ben a Szendi József püspök által indított perújrafelvétellel vette ismét kezdetét.

## Élete

### Gyermekkora
1921. augusztus 8-án született Szigligeten, szegény uradalmi cseléd szülők gyermekeként. Augusztus 15-én keresztelték meg Jézus követője, Mária Magdolna után, a badacsonytördemici Szent Mihály-plébániatemplomban. Édesapja menekültként érkezett az országba, papírok nélkül, ezért a szülők nem köthettek sem polgári, sem egyházi házasságot, így Bódi Magdolna törvénytelen, házasságon kívül született gyermeknek számított. Két testvére volt, a két évvel idősebb Gyula és a két évvel fiatalabb János; felnőttként mindketten családot alapítottak, Gyulának három lánya, Jánosnak két fia született – érdekesség, hogy a lányok egyike ugyancsak a Bódi Mária Magdolna nevet kapta.
A család nem sokkal később Köveskálra költözött, így ő már ott kezdte meg iskoláit, 1927 szeptemberében. Mivel a szülők sem kaptak, így nem is tudtak igazán vallásos nevelést biztosítani gyermekeiknek, de az anya a napi imádságra nevelte őket. Köveskálon abban az időben ritkán volt szentmise, ezért az ottani híveknek többnyire a szentbékkállai plébániatemplomba kellett menniük, Magdi azonban már gyerekként is szívesen vállalta a hosszú utat, rossz időben is. Közben az egyházi fenntartású iskolában is hamar a legjobb tanulók közé küzdötte fel magát, érdeklődési köre is szokatlanul tág volt, így olyasmik is érdekelték, amik általában távol esnek egy falusi kislány szellemi horizontjától. Első, jól sikerült, nyilvános versmondása után mind többször kapott szerepet az intézményben rendezett hazafias ünnepségeken, vallási színdarabokban; több esetben főszerepet kapott, utolsó köveskáli karácsonyán, 1933-ban pedig egy púpos kislányt alakított, akit Jézuska meggyógyított.
Az iskolai hittanórákon ismerkedett meg komolyabban Istennel, Jézussal és az egyház tanításaival. Tanítója figyelt fel a vidám, talpraesett, jól tanuló kislány hitbéli buzgóságára. Harmadik elemistaként, első áldozására készülve, majd azt követően Jézus iránti elkötelezettsége fokozódott, ekkoriban már az egyházközség legbuzgóbb áldozói, templomlátogatói közé tartozott. Körülbelül tíz éves korától kezdve szemmel láthatóan elmélyült a vallási élete, ekkortól fogva rendszeressé vált az életében, hogy órákon át imádkozott térden állva és különféle önmegtagadásokat vállalt. Néhány évvel később bérmálkozott is, erre Kővágóörsön került sor. Szeretett olvasni, ezért folyamatosan kért és kapott kölcsön könyveket a plébániáról, így rövidesen komoly teológiai tudásra tett szert.
A rászoruló, szegény családok iránt már nagyon korán vonzódott, amikor csak tudott, igyekezett segíteni rajtuk, habár családja is nélkülözésben élt. Még Köveskálon történt, hogy egy, a szomszédságában élő árva, a nagyszülei által nevelt kisgyerek rongyosságát látva elhatározta, hogy végigkoldulja a falut, annak érdekében, hogy a pénzből meleg ruhát vehessen neki – ez rövid időn belül sikerült is. Később is számos hasonló segítségnyújtását jegyezték fel.
1934 januárjában családjával együtt az akkor Balatonkeneséhez tartozó Mámapusztára költözött. Otthonához a legközelebb Balatonkenesén volt katolikus templom, de alig egy évvel később Androsits István plébános megalapította a fűzfőgyártelepi egyházközséget is, attól kezdve oda járt. Sőt idővel a többi mámapusztai gyereket is magával vitte a vasárnapi szentmisékre, és nemegyszer a hittant is kikérdezte tőlük, nehogy szégyent kelljen vallaniuk. István atya volt az első igazi lelki nevelője, akitől egyre több vallási témájú olvasmányt kért és kapott kölcsön, így idővel már szinte nem is lehetett másként látni szabad idejében, mint könyvvel a kezében. 16 évesen életgyónást végzett Sántha Máté OFM missziós atyánál, alaposan átgondolva lelki ügyeit, ennek részeként, gyakorlati elhatározásul megfogadta egy sor világi hívság (kozmetikumok, könnyű olvasmányok) megtagadását.
17 esztendős volt, amikor 1938 elején Balatonfűzfőn népmissziót tartott egy lazarista atya; Magdi ekkorra már megtalálta Istent, személyes élményként, mámapusztai magányában, ezúttal pedig megvilágosodott előtte az is, hogy egészen Jézusé akar lenni, szerzetesi életpályára kíván lépni. Ehhez plébánosától kért támogatást, hamar egyértelművé vált azonban, hogy egyházjogilag törvénytelen származása ennek olyan fokú akadályát jelentette, ami ugyan nem volt teljesen elháríthatatlan, de az életében már nem nyílt lehetőség az elhárítására.  Androsits István atya ezért próbálta is őt lebeszélni azon elhatározásáról, hogy nem alapít családot, e téren azonban nem tudta őt meggyőzni.

### Gyári munkásként
1939. november 6-án, 18 évesen a fűzfőgyártelepi Nitrokémia Rt. munkásnője lett, emiatt még kézenfekvőbbé vált számára a fűzfőgyártelepi plébániatemplom látogatása. Erre a plébániára abban az időszakban, közel azonos időpontban került két új lelkipásztor, az Androsits Istvánt váltó Oross István plébános és káplánja, a Magdinál alig másfél évvel idősebb Temesi József. Mindkét új pap idegenként került Fűzfőgyártelepre, így nagyban támaszkodtak a helyi szokásokat és az embereket jól ismerő fiatal lányra, hogy megfelelően tájékozódhassanak az ottani viszonyokról.
Gyári munkásként is példamutatóan élt, és miután lelkipásztorai megnyugtatták, hogy hajnalban, a munkakezdés előtt is mehet áldozni, a munkanapjait is a templomban kezdte. Ebben az időben figyelt fel áhítatos buzgóságára egy budapesti egyetemi tanár Fűzfőn nyaraló, egyetemet végzett fiatal lánya, Laurentzi Margit kongreganista, kettejük között rövidesen szoros lelki kapcsolat alakult ki, amely egész további életüket végigkísérte. Margit ettől kezdve szívesen tanítgatta Magdit, hogyan kell lelkiolvasmányt végezni, elmélkedni stb.
A Nitrokémia Rt. a hazai vegyipar jelentős üzeme volt akkoriban, több ezer munkást foglalkoztatott és élen járt a szociális intézkedések terén is. Magdi eleinte az ún. „pyro” üzemben dolgozott, amely különféle pirotechnikai árukat – füstjelző patronokat, rakétákat stb. – állított elő, és tanulékonysága miatt hamar az elsők közé került, ha valami más termékre kellett átállítani a gyártást. Később előmunkási beosztásba történő előléptetést ajánlottak fel neki, ami egy csoport vezetését és fizetésemelést is jelentett volna számára, ezt azonban elhárította magától, arra hivatkozva, hogy ő még fiatal, illetve hogy egy családos munkásnőnek nagyobb szüksége lenne a fizetésemelésre – e döntésével sok gyári dolgozó nagyrabecsülését vívta ki.
1941-ben végezte első zárt lelkigyakorlatát, az apostolok királynőjéről elnevezett budapesti kongregáció által, a péceli lelkigyakorlatos házban megszervezett lelkigyakorlatos alkalmon. Ennek célkitűzése az volt, hogy az Actio Catholica számára képezzen világi apostolokat, Magdi pedig úgy gondolta: ha nem léphet szerzetesi életpályára, akkor ezt az utat fogja követni.
1943 elején betegápolói tanfolyamot hirdettek, amire ő is jelentkezett, azzal az elhatározással, hogy hazájának, embertársainak szolgálatot téve frontszolgálatot vállal. A tanfolyam elvégzése után megkapta azon holmik jegyzékét is, amit magával kellett volna vinnie a harctérre, behívója mégsem érkezett meg – mint a katonai parancsnokságon utánajárva megtudta, azért nem, mert a Nitrokémia vezetői nem engedték el, mert úgy ítélték meg, hogy az egyik legjobb munkaerejüket nem tudnák pótolni.
Később a „pyro” üzem főmérnöke előmunkás jelöltté léptette elő, amit nem védhetett ki; ő azonban ezt követően az első adandó alkalommal átkérte magát a gyár egy másik üzemegységébe, az úgynevezett „Tri” üzembe, ahol laboratóriumi munkát végezhetett.

### A Szívgárda és a Dolgozó Lányok Szövetsége
Már Mámapusztára való költözésük után nem sokkal, a balatonfűzfői plébánia szeretetszolgálatát vezető asszony hívására kapcsolatba került a Szívgárdával, és 1935 nyarán nagyszabású vállalkozásba kezdtek a Szív újság terjesztésével kapcsolatosan. Ennek lényege az volt, hogy az újság húsz százalékos terjesztési jutalékából süteményeket készítettek, és az azok értékesítéséből befolyó bevételt az épülő balatonfűzfői plébániatemplomba tervezett új kőoltár megvalósításának céljára ajánlották fel. Emellett szerepet vállalt különféle gyűjtések szervezésében és lebonyolításában, lelkigyakorlatos alkalmakra a hívek toborzásában, egyáltalán nem zavartatva magát az ilyenkor nem ritkán tapasztalt gorombaságoktól, megalázó udvariatlanságoktól sem. Ha hírét vette, hogy valamelyik szegény családban gyereket várnak, közbenjárt az érdekükben az Oltáregyesület vándorkelengye-adománya végett, de még arra is ügyelt, hogy lehetőleg a háttérben maradhasson, és ne ő, hanem valaki más vigye ki a címzettnek az ajándékot.
Az egyházközséghez fíliaként hozzátartozó más települések – Királyszentistván, Vilonya és Litér szívgárdistáival is szívesen foglalkozott, Vilonyán például a Szívgárdába járók szülei egyenesen azt hitték, hogy képzett tanítónő vezeti a csoportot, és nagyon meglepődtek, amikor Temesi József atyától megtudták, hogy Magdi nem pedagógus, csak egy egyszerű gyári munkáslány.
1941 nyarán a Katolikus Dolgozó Lányok Országos Szövetsége (DL) felhívást küldött a fűzfőgyártelepi plébániára, hogy küldjenek egy-két, vezetőnek is alkalmas, rátermett munkáslányt az Ordacsehi melletti Jankovich-telepen megszervezésre kerülő tanulmányi hétre. Az egyházközség Magdit küldte, aki az augusztus 5. és 14. közti időszakot ott töltötte szabadságon. Rá jellemző módon nem fogadta el, hogy a részvételi díjat és az útiköltséget az egyházközség állja, minden ezzel kapcsolatos költségét saját keresményéből fizette. A tanulmányi hét nemcsak apostoli lelkesedését fokozta fel – amire a program szervezője is felfigyelt –, de kibontakoztatta a munkás öntudatát is: elhatározta, hogy a munkások Krisztushoz való vezetését is feladatának fogja tekinteni.
1941. október 26-án, Krisztus Király ünnepén elhatározta magát az életáldozatra és visszavonhatatlan szüzességi fogadalmat tett. Addigra pedig már számos udvarlója, sőt több kérője is akadt, de egyikük sem tudta eltéríteni ettől a szándékától. Egyik lelkiatyjának és egyik közeli barátnőjének későbbi vallomásai szerint is többször beszélt arról, hogy lobbanékony a szíve, épp ezért tudatosan ügyel mindenre, ami felhívhatná mások figyelmét a nőiségére; külön is imádkozott azért, hogy az emberek semmit se vegyenek észre rajta, ami külsejében előnyös vagy feltűnő. Egy esetben felfedezte magában, hogy vonzalmat érez egy katona ismerőse iránt, emiatt azonnal elhatározta, hogy kerülni fogja a fiú társaságát, mígnem ki is törlődött a lelkéből az érdeklődés.
1942. december 8-án avatták kongreganistává, családja akkor már a Vilonyától három kilométerre fekvő Daka-pusztán lakott. Ekkor már a szívgárdista gyerekek családjait is gyakran látogatta, és bizonyos mértékig a szülők lelki nevelésével is foglalkozott, terjesztve a Szív újságot nemcsak köztük, de a gyártelepen is.
A háborús években a fűzfői gyártelep elkülönült a polgári közigazgatástól, katonai parancsnokság alá került, és a gyár mellett egy „önkéntes munkatábort” létesítettek lányok számára. A lelkipásztorok tiltakoztak a megalázó körülmények és a kialakult rossz erkölcsi viszonyok miatt, de sokat nem tehettek, annál is kevésbé, mert a munkatábort nem látogathatták meg. A kongreganista lányok számára is kínos lett volna, ha akár csak együtt mutatkoznak a munkatábor rossz hírű lányaival, az egyetlen megoldásnak az mutatkozott, ha Bódi Magdi vállalja a köreikben végzendő, kényes „lelkipásztori” munkát. Ehhez előbb a gyári munkatermekben igyekezett kapcsolatba lépni velük, majd a tábori barakkokban is fel-felkereste őket, így a 80 fő közül mintegy 25-30 jobb érzésű lányt sikerült többé-kevésbé megnyernie Krisztus ügyének. A tábort 1944 novemberében számolták fel.
Litéren az oda költözése után, 1944 tavaszán kezdte megszervezni a DL helyi szervezetét, melyet körülbelül 14 lány alakított meg. A szervezés nem volt könnyű feladat, mert abban az időben már a katonai szempontok voltak irányadók, így még a cserkészeket is a levente katonai intézményébe sorolták, és nem volt veszélytelen olyan egyesületet szervezni, amely nem „hazafias”, hanem vallásos célokat tűz maga elé. A DL gyűléseit többnyire saját, vagy valamelyik másik tag lakásán, olykor üres raktárhelyiségekben tartották; „lányai” közül többen követték abban az önfeláldozó karitatív munkában, amit addig főleg egymaga végzett. A sok helyről érkező bírálatok dacára nem tettek különbséget katolikus és protestáns családok között, és különös figyelemmel fordultak azok felé a fiatal nők felé, akik a családjukban – akármilyen okból – nem remélhettek segítséget kicsi gyermekük gondozásához.
1944 novemberének végén a litéri DL-esek megtudták, hogy Balatonfüreden katonakórházat állítanak fel, ezért elhatározták, hogy élelem-szeretetcsomagokat készítenek és juttatnak el az ott ápolt katonáknak, hogy a megszokottnál jobb falatokkal az otthonuk emlékét idézhessék fel bennük. Magdi tárgyalt a kórház vezetőivel, ő szerzett fuvarosokat a közösen összeállított adományok elszekerezéséhez (a vasúti közlekedés akkor már nagyon bizonytalan volt a térségben), és a fűzfőgyártelepi lelkipásztorokat is rávette, hogy tartsanak velük. Részt vettek Magdi „lányai” annak a fagylaltdélutánnak a lebonyolításában is, amit Oross István és Temesi József atyák a gyártelepi tanoncfiúk számára szerveztek, abban az időszakban, amikor már cukorhoz is csak jegyre lehetett hozzájutni. 1944 karácsonyán ruhát varrtak a szegény gyerekek számára, amihez a templomi persely bevételéből vásárolták meg a Hangya Szövetkezet gyártelepi üzletében még fellelhető textilanyagot. A DL utolsó, nagy sikerű rendezvénye egy egy hetes ápolónői tanfolyam volt, amire Magdi Pápáról hívott egy okleveles ápolónőt előadónak, és amire több mint hetvenen jelentkeztek.
1945 januárjában egy félig zárt lelkigyakorlatot szervezett a litéri DL-es lányoknak, amelyen kb. tízen vettek részt. A program szentmise, délelőtti és délutáni elmélkedés, közben szigorú csendhallgatás volt, csak hazafelé lehetett beszélgetni. A lelkigyakorlaton részt vett Temesi József atya később arról beszélt, hogy őt is nagyon meghatotta a jelenlévő kislányok buzgalma és komolysága.

### Vértanúsága
1944 áprilisában családjával együtt a Fűzfőgyárteleppel szomszédos Litérre, a Nitrokémia Rt. ottani birtokára költözött, élete utolsó évét ott töltötte. Élete akkor már tele volt önkéntes lemondásokkal, megtagadta magától a strandolást és a moziba járást; közismertté vált fényképén még fülbevalóval látható, de utolsó évében ékszereitől is megvált. A háború utolsó időszakában, a front közeledtével (Fűzfő térségében 1944. december elejétől vált hallhatóvá az ágyúdörgés és sokasodtak meg a légiriadók) egyre több aggasztó hírt lehetett hallani a nők sorsáról, ezért tisztaságuk megvédésére buzdította nőtársait, ő maga pedig elhatározta, hogy élete feláldozása árán is megtartja a húsz éves korában Jézusnak tett szüzességi fogadalmát.
Korábban, 1945. március elején tervbe vette azt is, hogy „lányaival” együtt akár fegyvert fogva is szembeszáll a megszállókkal, lelkipásztorától azonban megtudta, hogy ezzel csak hősök lehetnének és tisztaságukat nem tudnák megőrizni, vértanúvá ssemmitem válhatnak. Temesi József elmagyarázta számára, hogy a keresztény embernek a halál elől menekülnie kell, az ahhoz vezető körülményeket sem előidéznie, sem siettetnie nem szabad, egészen addig, amíg nem kell választania a bűn és a halál között – ekkor viszont gondolkodás nélkül az utóbbit kell, hogy válassza. Ha tehát minden kétséget kizáróan meggyőződött a támadó bűnös szándéka felől – tehát hogy az nem rabolni akar, hanem az Istennek tett fogadalommal őrzött tisztaságától akarja megfosztani –, abban az esetben már védekezhet, sőt az ettől fogva kötelessége, az élete árán is.
1945. március 23-án érkeztek a szovjet csapatok Litérre. Magdi aznap délután néhány asszony és gyerekeik társaságában a kastély [ma iskola] udvarán kialakított óvóhely lejáratában tartózkodott, amikor két fegyveres szovjet katona érkezett oda motoron. Egyikük beterelte a bunkerbe Magdit, aki viszont ellenállt – valószínűleg, korábbi tervének megfelelően a magánál tartott kisollóval szemtájékon szúrta a katonát –, majd tőle megszabadulva menekülni igyekezett, miközben a bunker kijáratánál a többieket figyelmeztette – „Annuska, meneküljön, mert magán lesz a sor. Én már meghalok… Édesanyám, menjenek innen, én most már meghalok.” – Közben a túlsó kijáratnál megjelent a katona, akinek a szeme alatt vér szivárgott, a lány védekezésének nyoma. A katona Magdit meglátva az udvaron azonnal lőtt. Beszámolók szerint hat lövés fúródott a lány hátába, aki az első lövésnél megállt, a második lövésnél két karját az ég felé tárta, majd összezárta e szavakkal: „Uram, Királyom! Végy magadhoz!” Majd a zsebében lévő rózsafüzért szorította meg. Az utolsó golyó szíven találta. Arccal előreesett, és meghalt.
Halála után a vérében fekvő lányt a katonák – talán hogy ne legyen feltűnő – az óvóhely lépcsőjére fektették, onnan vitte el őt az apja. Illő temetésre még napokig nem lehetett gondolni, először csak pokrócba göngyölve hantolták el. Néhány nappal később Temesi József atya szervezte meg a környéken elhunyt személyek holttestének eltakarítására felállított temetőcsoportokat; a Litér területén tevékenykedő csoportot Oross István vezette. Magdi holttestét a kihantolása után a fűzfőgyártelepi egyházközség liturgikus koporsójába helyezték és abban temették el. Gyászszertartását Oross István celebrálta, a sírnál két szívgárdista kisfiú ministrált.

## Emlékezete
- Vértanúsága helyszínén, az egykori litéri kastély (ma általános iskola) udvarán 2005 óta szobor őrzi az emlékét (Lesenyei Márta alkotása), illetve a kastélykert egyik sarkától kiinduló utca is az ő nevét viseli. A litéri katolikus templomban nagyméretű díszüveg ablakon örökítették meg a portréját és élete négy jellegzetes állomását, valamint a templom karzatán kiállítás is látható az emlékezetére kiírt rajz- és verspályázat legjobb darabjaiból. Zarándokhellyé vált sírjánál a falu temetőjében emléktábla áll, amely röviden ismerteti az életpályáját.
- A Bódi Mária Magdolna emléke nevet viseli a Márk Gergely nemesítette polianta rózsa alfaj[5]
- Krakkóban az Isteni Irgalmasság-bazilika Capella Communio Sanctorum elnevezésű magyar kápolnájának a magyar szenteket és boldogokat ábrázoló hatalmas mozaikján – a boldoggá avatásra várók között – Bódi Mária Magdolna arcképe is szerepel.
- A Körmendhez tartozó Horvátnádalján, a Szentlélek templom kertjében Memóriát avattak a tiszteletére 2012. november 25-én. A emlékművet dr. Seregély István nyugalmazott egri érsek avatta fel és áldotta meg. [6][7]
- A Szeretfim Stúdió Magdolna címmel 2019-ben játékfilmet készített róla. A film a címszereplő életének két fontos napját jeleníti meg: azt, amikor 12 évesen „elhívást” kapott az Istentől, valamint halálának napját. Gyermeki alakját a filmben Buváry Villő, a fiatal felnőtt Magdolnát Nagy Katica jeleníti meg.[8][9]

### Megemlékezések
Mártírhalálának évfordulójára Litéren minden évben komoly ünnepséggel emlékeznek meg. Az ünnepség a litéri temetőben a vértanú sírjánál kezdődik, ahol az egyházi méltóságok, papok, politikusok, a családtagok és a falu lakói elhelyezik az emlékezés virágait (általában fehér liliomot), majd közösen imádkoznak boldoggá avatásáért. A szertartás ezután rövid zarándoklattal folytatódik Bódi Mária Magdolna vértanúságának helyére, az egykori kastély, jelenleg általános iskola kertjébe, az ott 2005-ben felállított szoborhoz. Itt egy főpap szentmisét mutat be, a szentbeszédben a vértanú szűz életét, elkötelezettségét és mártíromságát állítva példának. A megemlékezést a helyiek vagy a környékbeli katolikus iskolák diákjainak előadása színesíti. Az elmúlt években hazánk számos érseke, püspöke látogatott el Litérre, hogy az ünnepi szentmisét celebrálja.
- 2005 – dr. Paskai László bíboros, nyugalmazott prímás, esztergom-budapesti érsek [2]
- 2006 – dr. Seregély István egri érsek [2]
- 2007 – dr. Veres András szombathelyi püspök [2]
- 2008 – dr. Ternyák Csaba egri érsek, dr. Seregély István nyugalmazott egri érsek, dr. Márfi Gyula veszprémi érsek és Szécsi Ferenc plébános koncelebrálásával [10]
- 2009 – dr. Ternyák Csaba egri érsek [11]
- 2010 – dr. Beer Miklós váci püspök [12]
- 2011 – dr. Paskai László bíboros, nyugalmazott prímás, esztergom-budapesti érsek [13]
- 2012 – dr. Bábel Balázs kalocsa-kecskeméti érsek [14]
- 2013 – Spányi Antal székesfehérvári püspök [15]
- 2017 – dr. Seregély István nyugalmazott egri érsek[16]
- 2023 – dr. Udvardy György veszprémi érsek és Varga László kaposvári püspök[17]

### Imaboldoggá avatásáért
Krisztus Királyunk! Szüzességi fogadalmával Magdi örök hűséget esküdött Neked. Gondviselő szeretetedből a zárdaajtó helyett a gyár kapui nyíltak meg előtte. Amilyen szívesen lett volna liliom istenszerető jegyeseid koszorújában, ugyanolyan készségesen ment sugározni az Isten- és emberszeretetet a Rólad megfeledkezett, de mégis jobb sorsra érdemes munkások közé. »Uram, Királyom! Végy magadhoz!« – ezt az utolsó fohászát is meghallgattad, amikor vérét ontotta Érted. Add meg nekünk, Urunk, hogy Magdit a szentek társaságában tisztelhessük, mindig a Te nagyobb dicsőségedre. Ámen.

Az imameghallgatásokat a veszprémi Érseki Hivatalnál kell jelezni.

## Szentté avatása
Szentté avatását Mindszenty József, akkori veszprémi püspök, későbbi bíboros, hercegprímás, esztergomi érsek kezdeményezte 1945-ben. 1990-ben Szendi József püspök perújrafelvételével vette ismét kezdetét.
2016. október 22-én véget ért a szentté avatási eljárás egyházmegyei szakasza, majd 2017. március 10-én a veszprémi egyházmegyei küldöttség vezetőjeként Márfi Gyula érsek a vatikáni Szenttévatási Kongregációban átadta Angelo Amato bíboros, prefektus hivatalának azt a több ezer oldalas dokumentumot, amely a Bódi Mária Magdolna hitvalló és vértanú életéről tett tanúvallomásokat részletesen tartalmazta. A Kongregáció határozhat először boldoggá avatásáról (beatificatio), majd később akár a szentté avatásáról (canonisatio) is. A végső döntést a pápa mondja ki.
2024. május 23-án Ferenc pápa elismerte vértanúságát, ezzel engedélyt adva boldoggá avatására.
Boldoggá avatására eredetileg 2025. április 26-án került volna sorra Veszprémben; a tervek szerint Erdő Péter bíboros-érsek vezette volna a boldoggá avatási szertartást, melyre 10.000-nél is több hívőt vártak. (Érdekesség, hogy ugyanarra a napra tűzték ki a 21. század egy fiatal szentjének, Carlo Acutisnak a szentté avatását is.) Ferenc pápa 2025. április 21-ei halála és április 26-ra kitűzött temetése miatt azonban a boldoggá avatást későbbi időpontra halasztották.

## Képgaléria

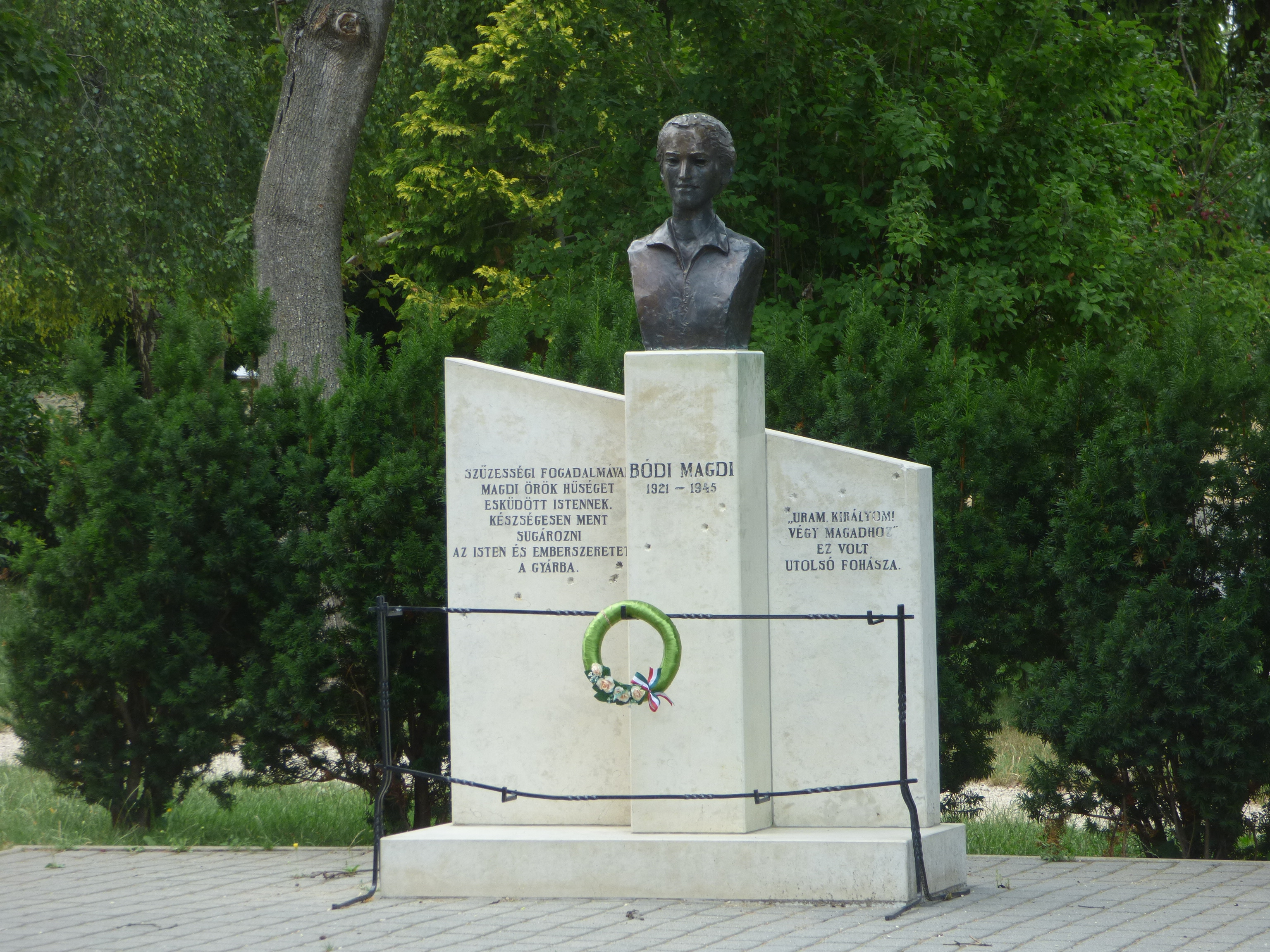
Emlékműve vértanúságának helyén, Litéren (Lesenyei Márta alkotása, 2005)
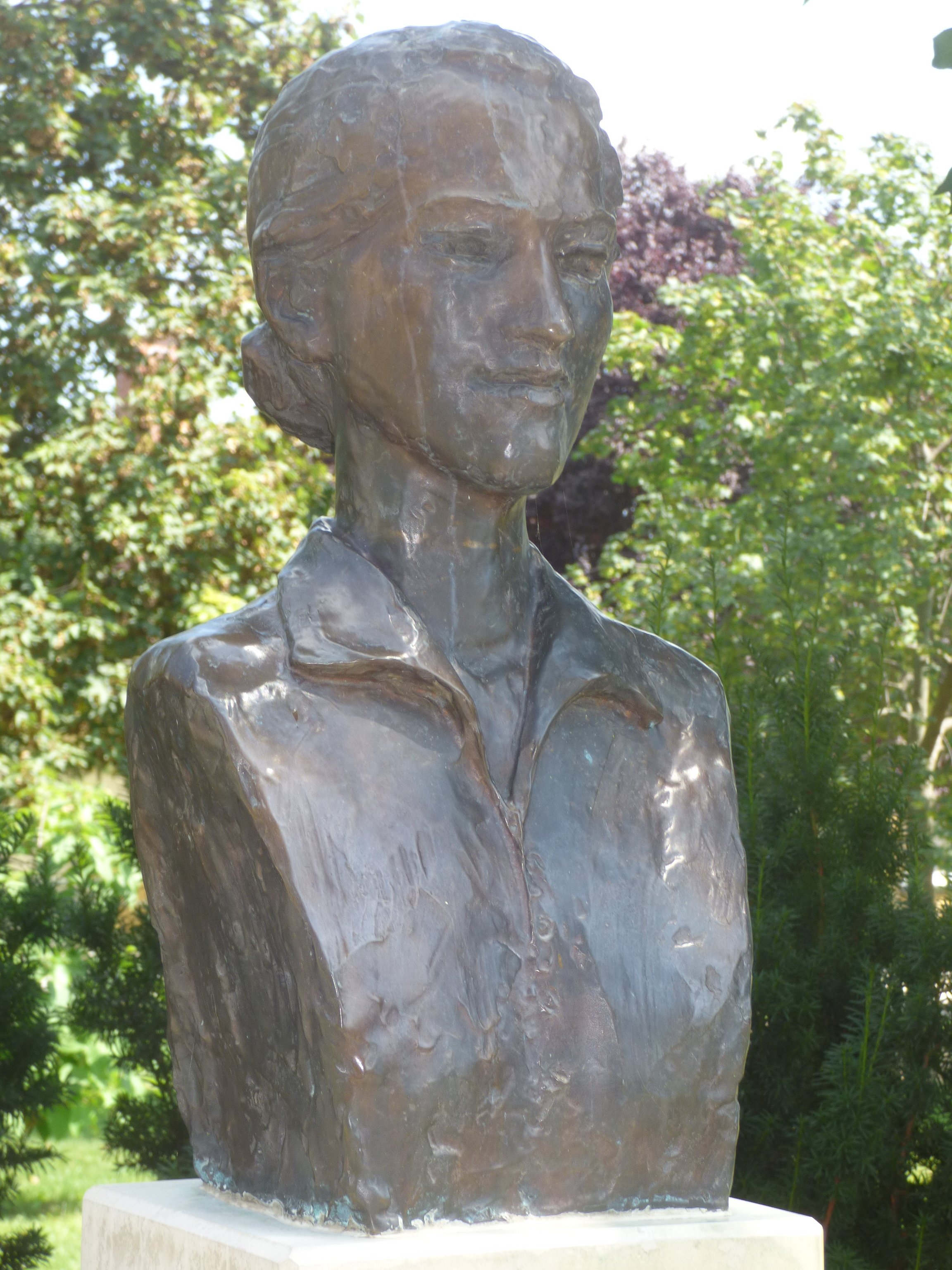
Litéri szobra közelről
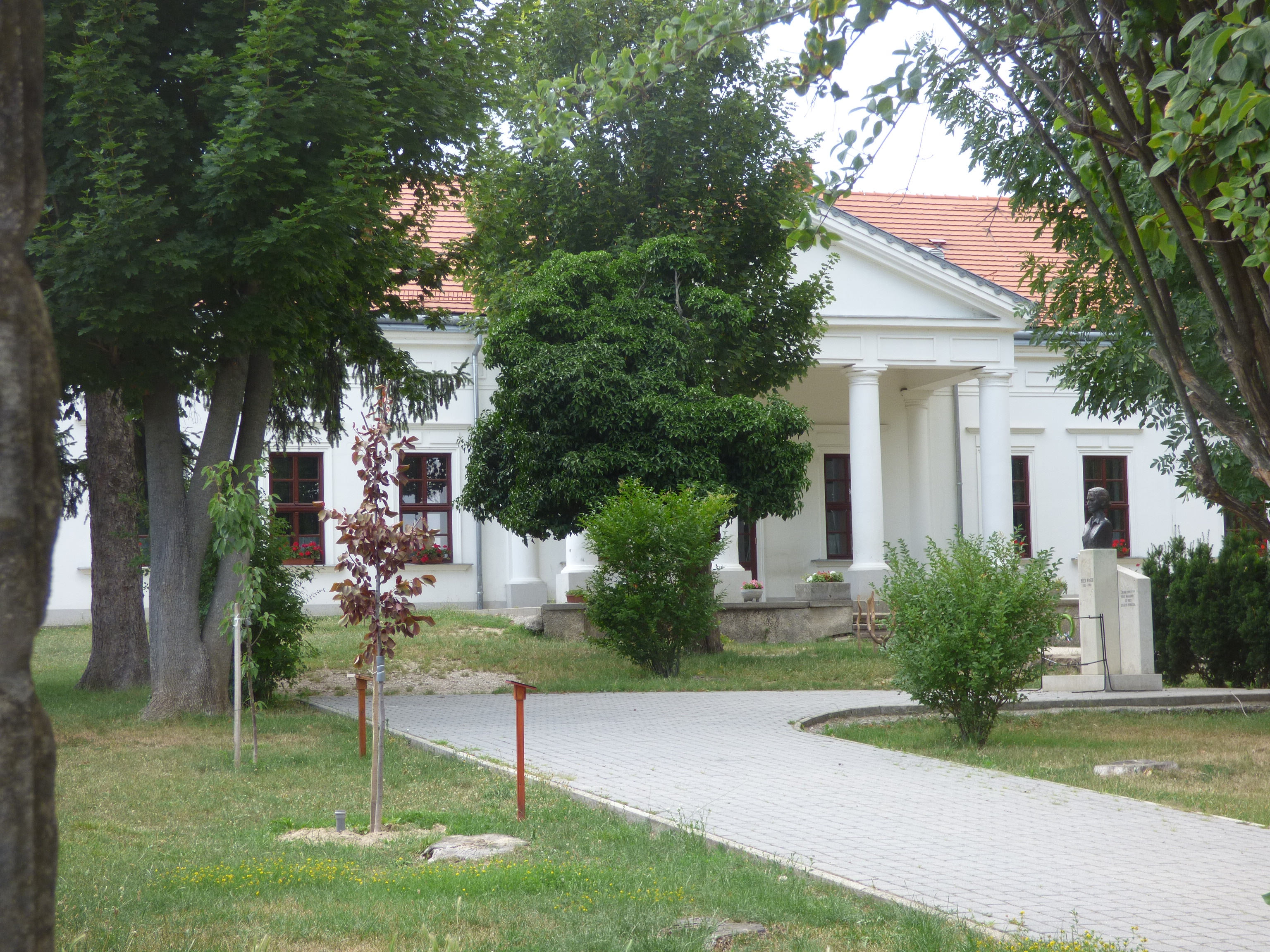
Vértanúságának körülbelüli helyszíne, az egykori litéri kastély (ma iskola) udvara
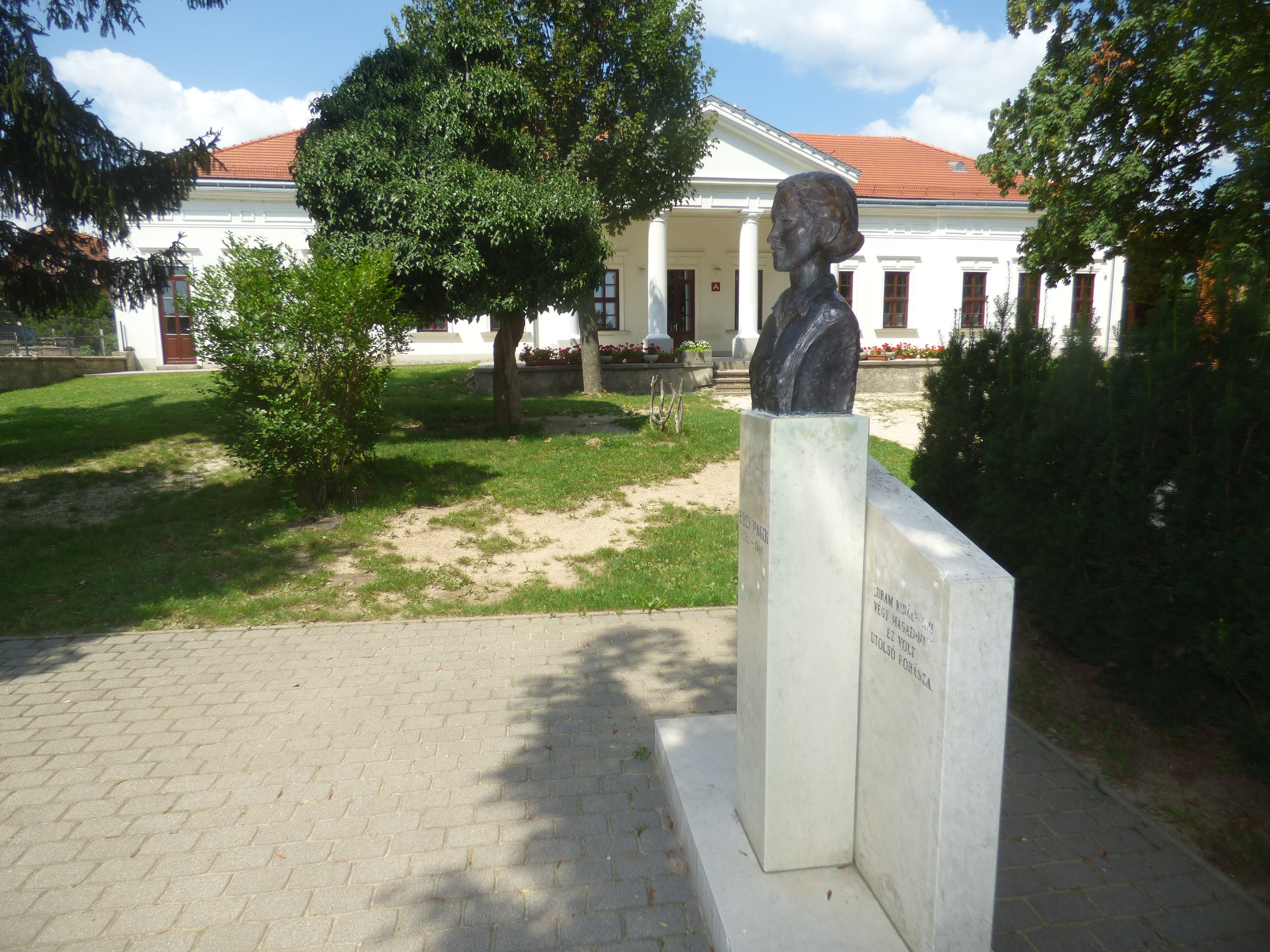
Szobra a vértanúságának helyén
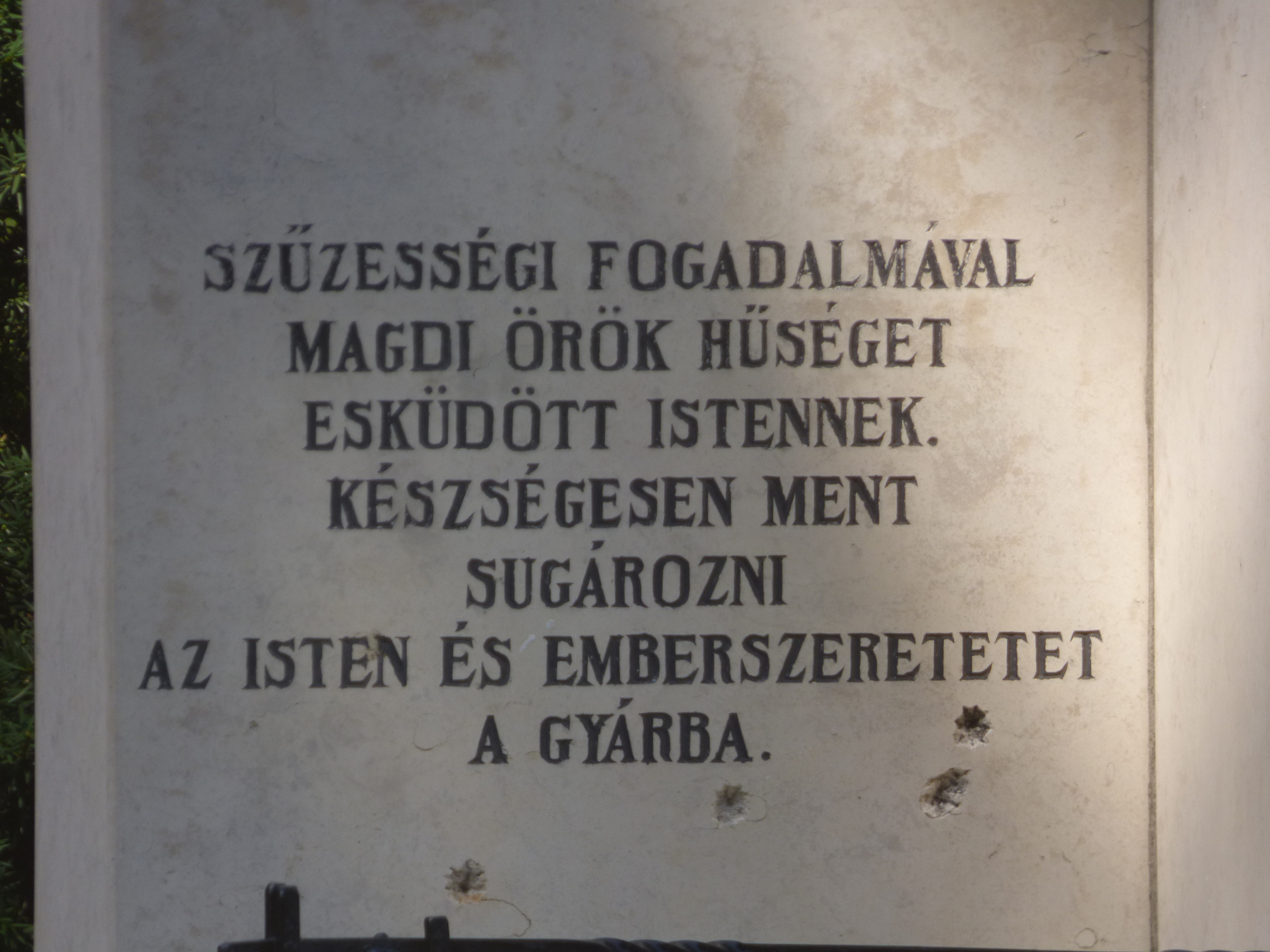
Felirat a litéri emlékművén
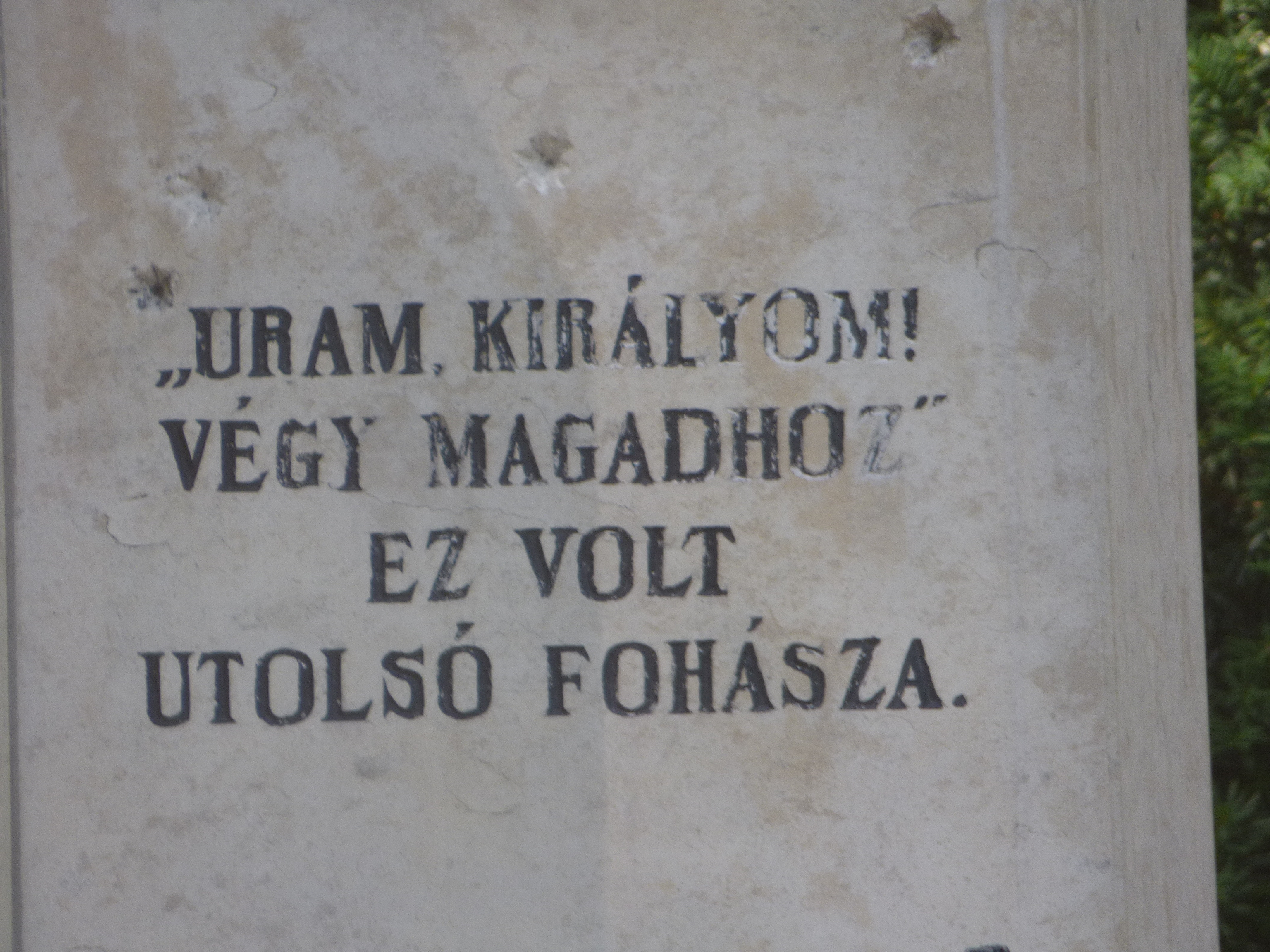
Felirat a litéri emlékművén
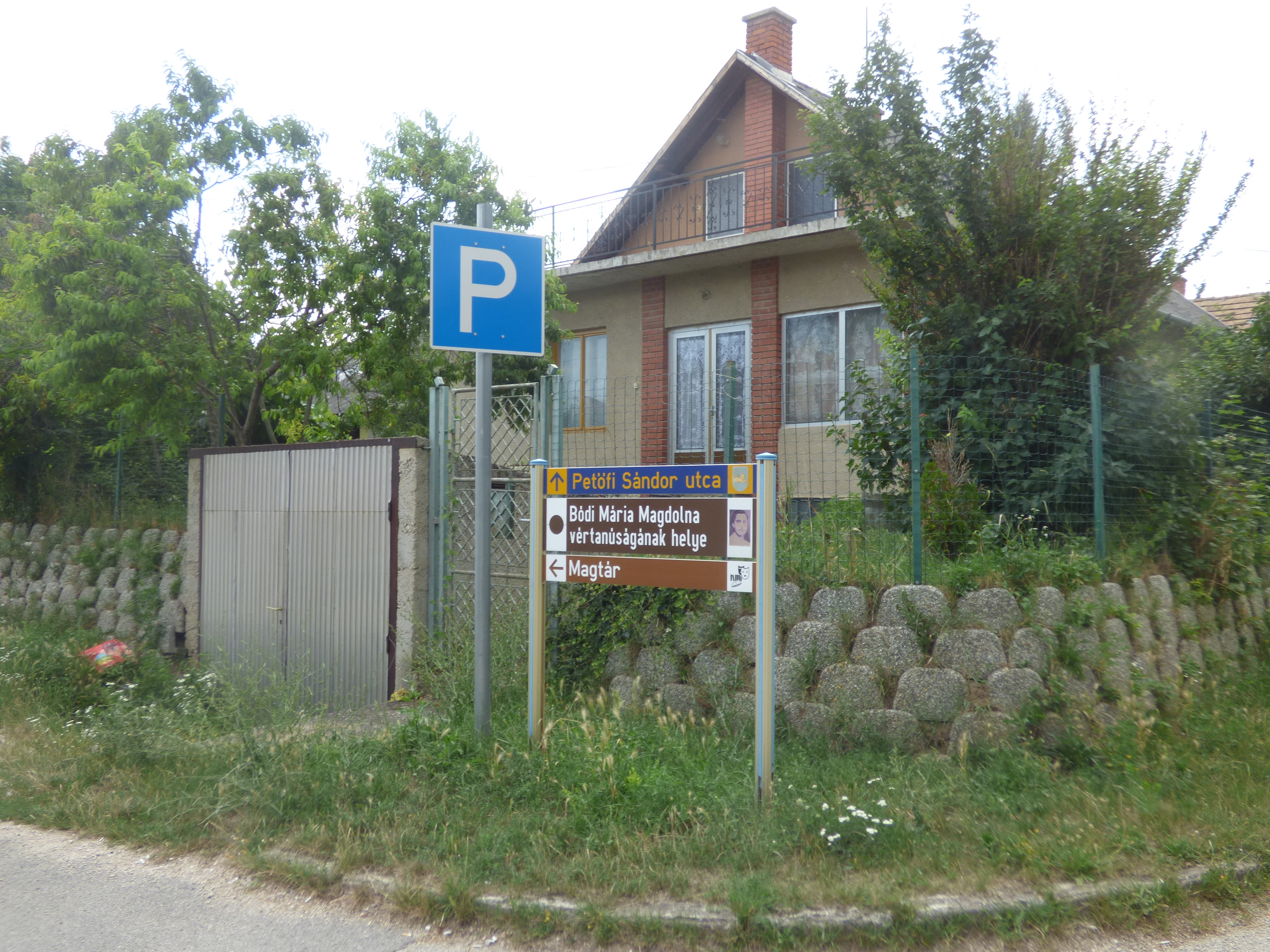
Tájékoztató tábla irányít vértanúságának egykori helyszínére
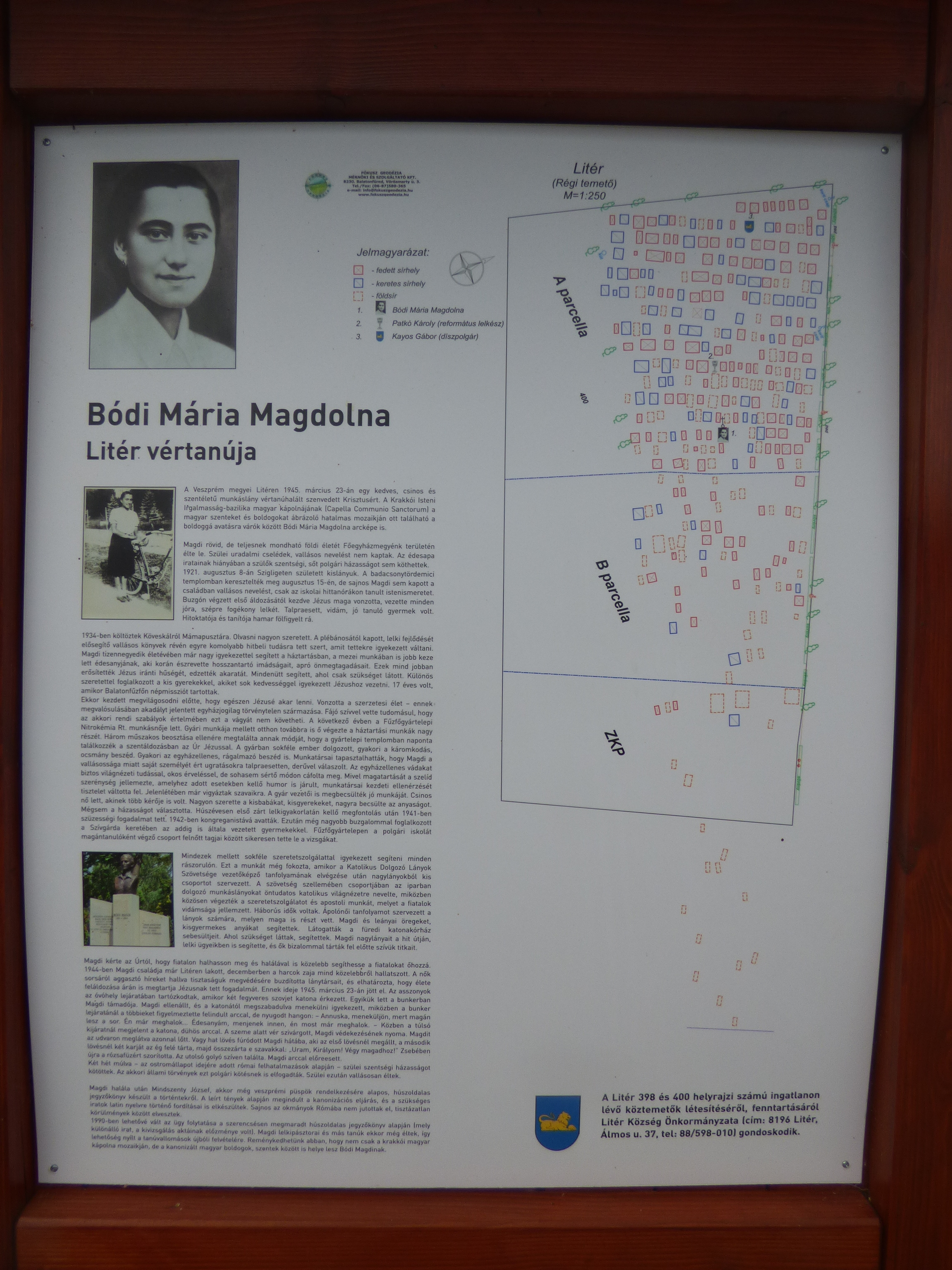
A litéri temetőhöz vezető utcában tájékoztató tábla ismerteti az életútját és sírjának elhelyezkedését
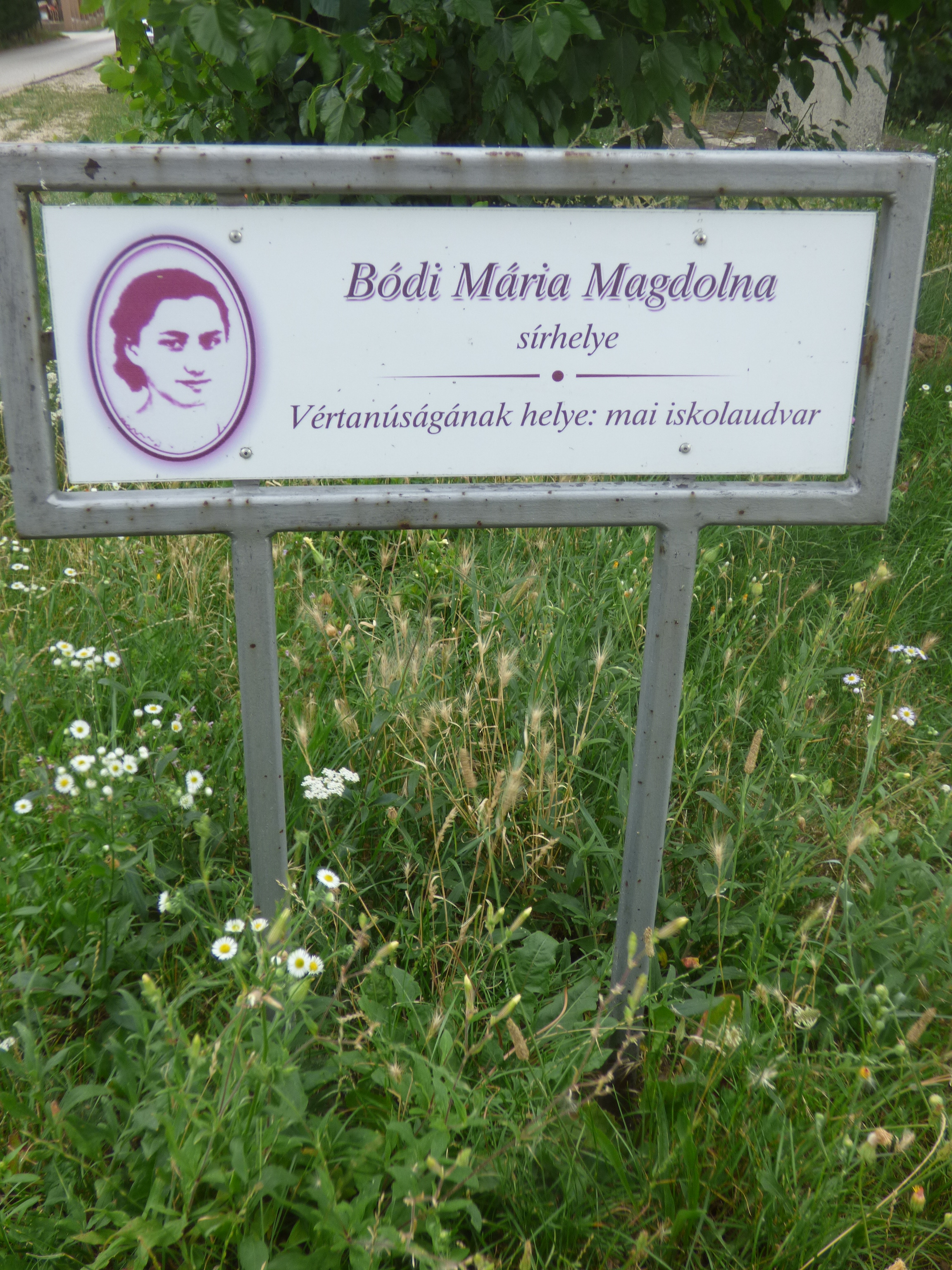
Irányító tábla a litéri temetőben, a sírja közelében
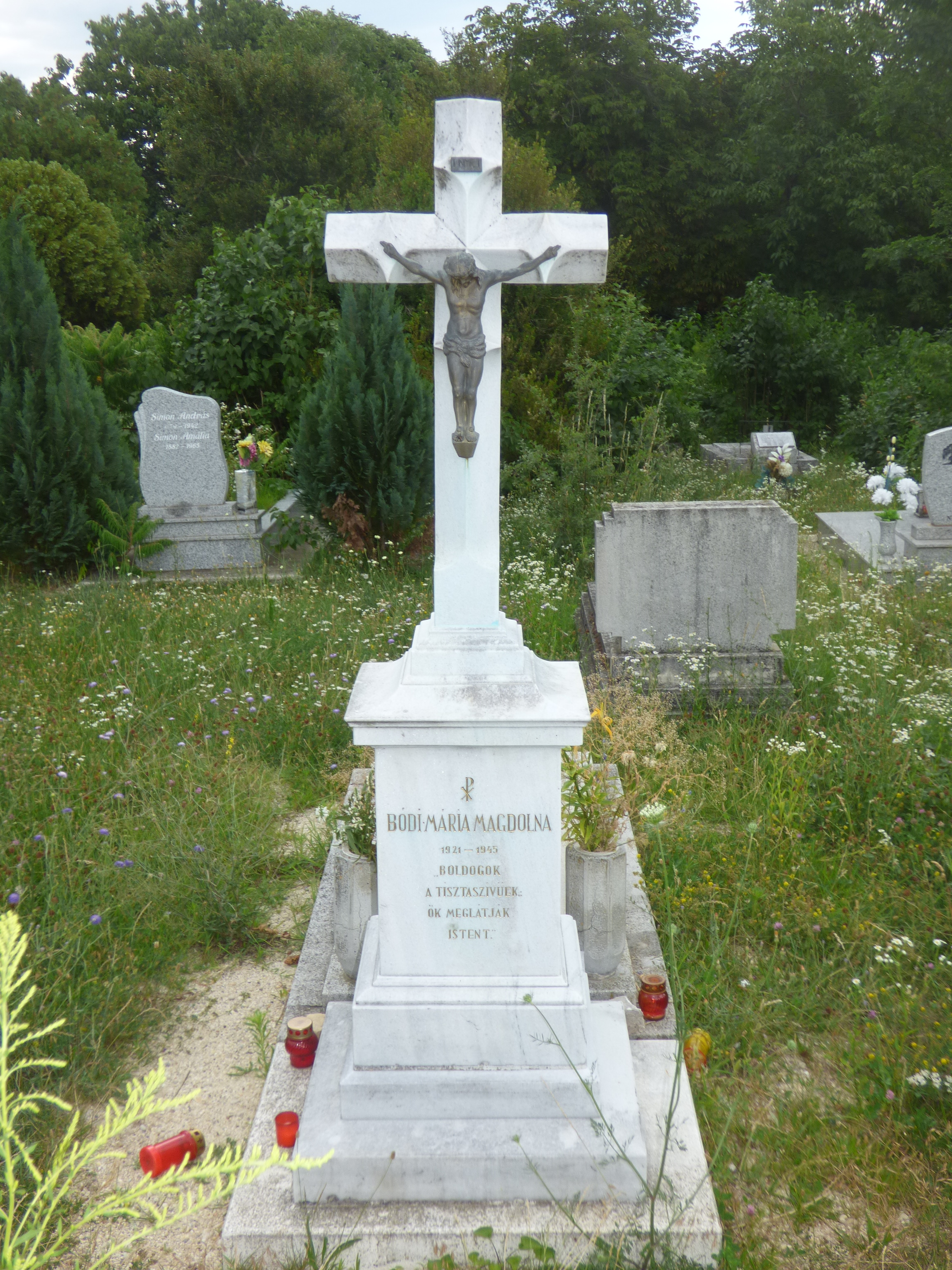
Sírja a litéri temetőben
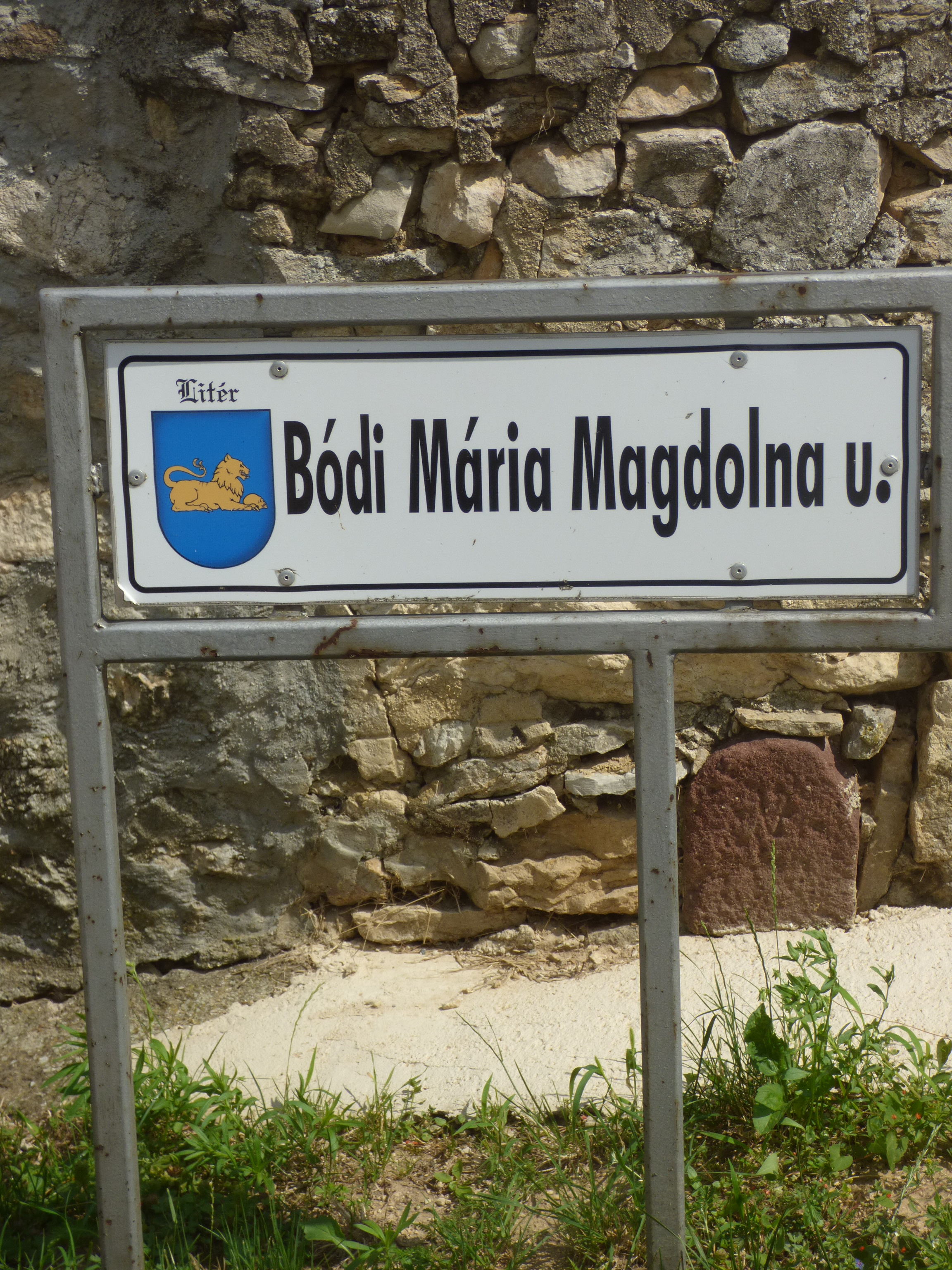
A róla elnevezett litéri utca névtáblája
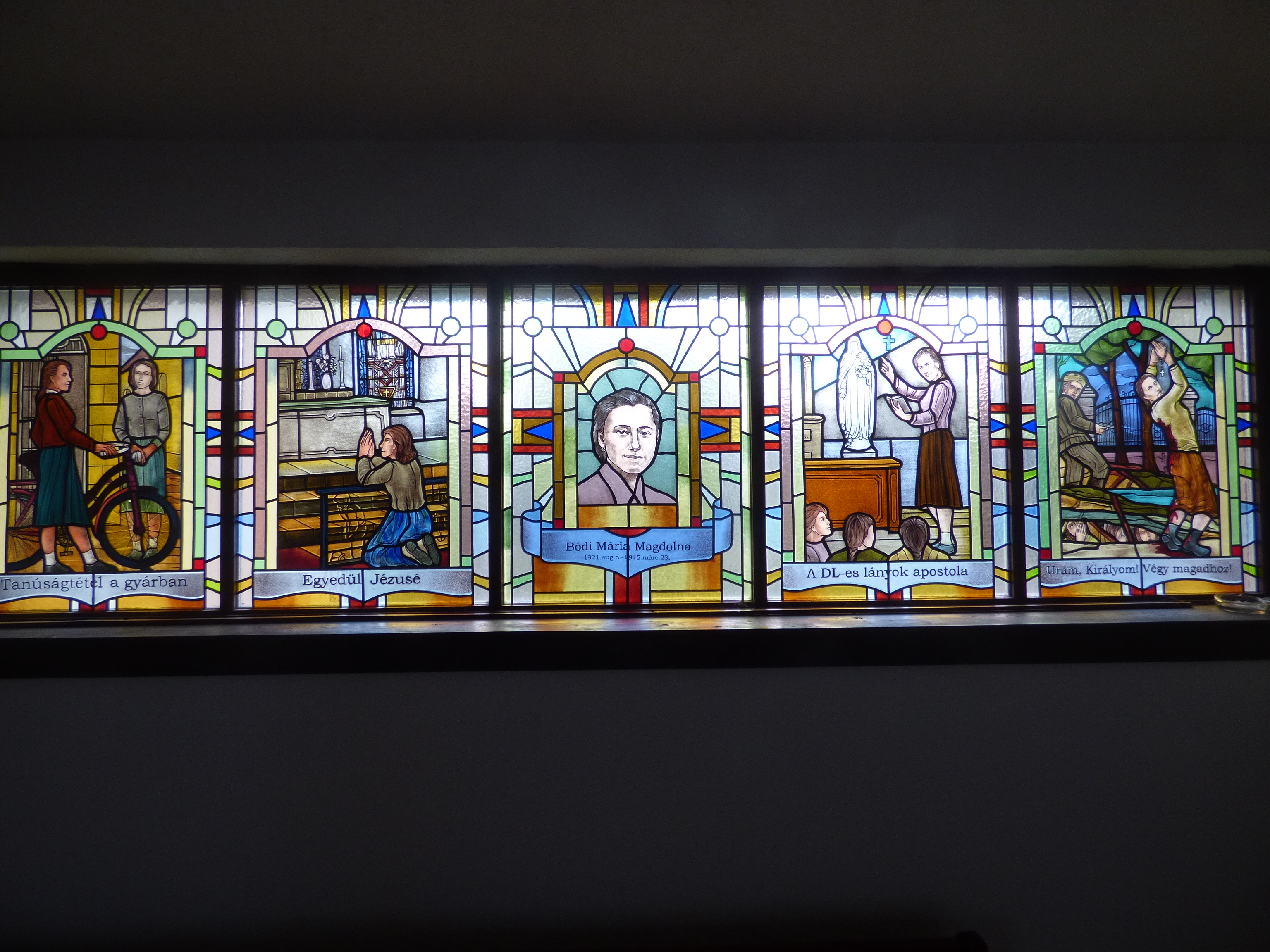
Életének néhány fő stációja a litéri katolikus templom díszüveg ablakán (ismeretlen alkotó műve)
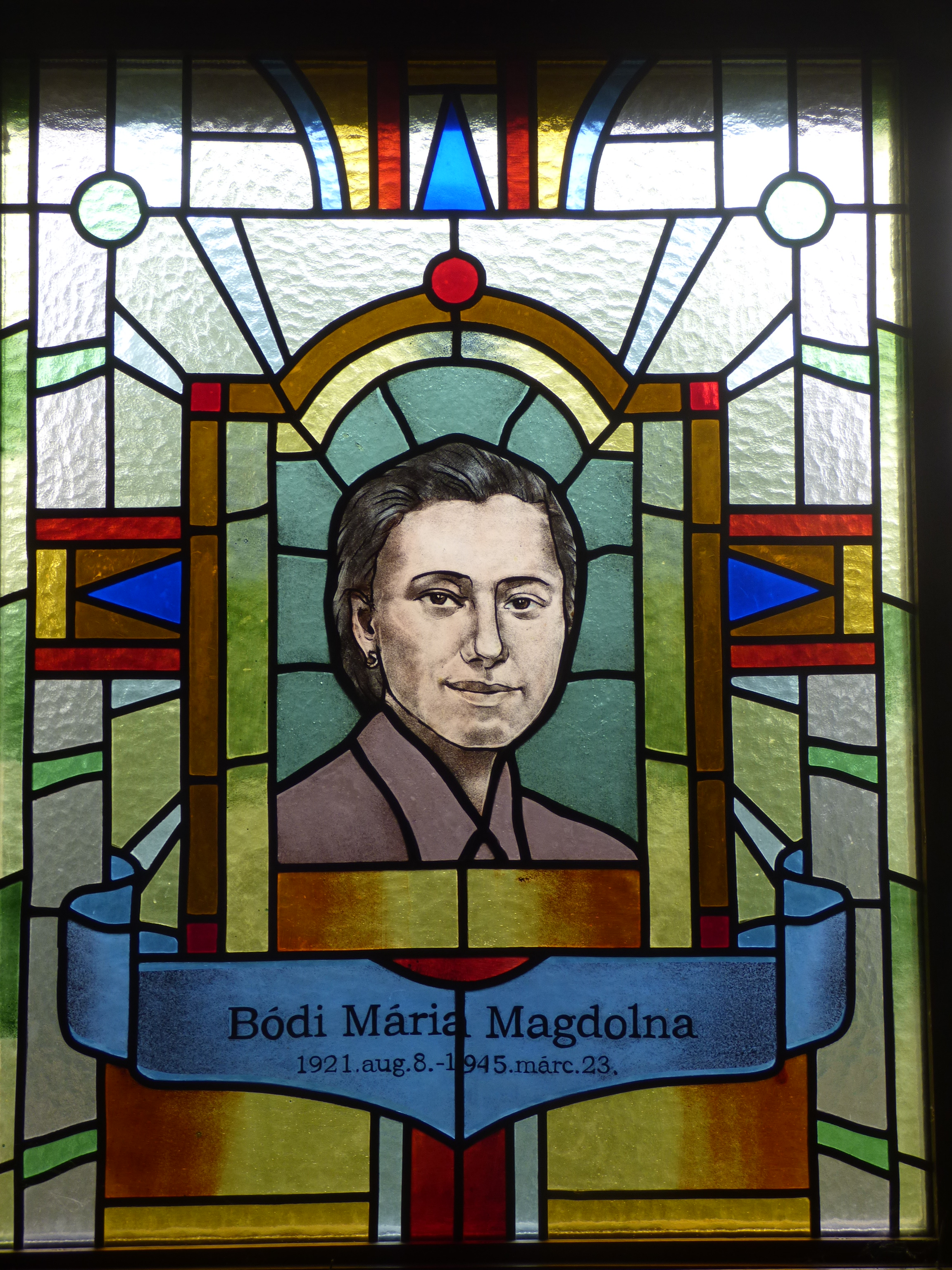
Portréja a litéri katolikus templomban található díszüveg ablakon (ismeretlen alkotó műve)
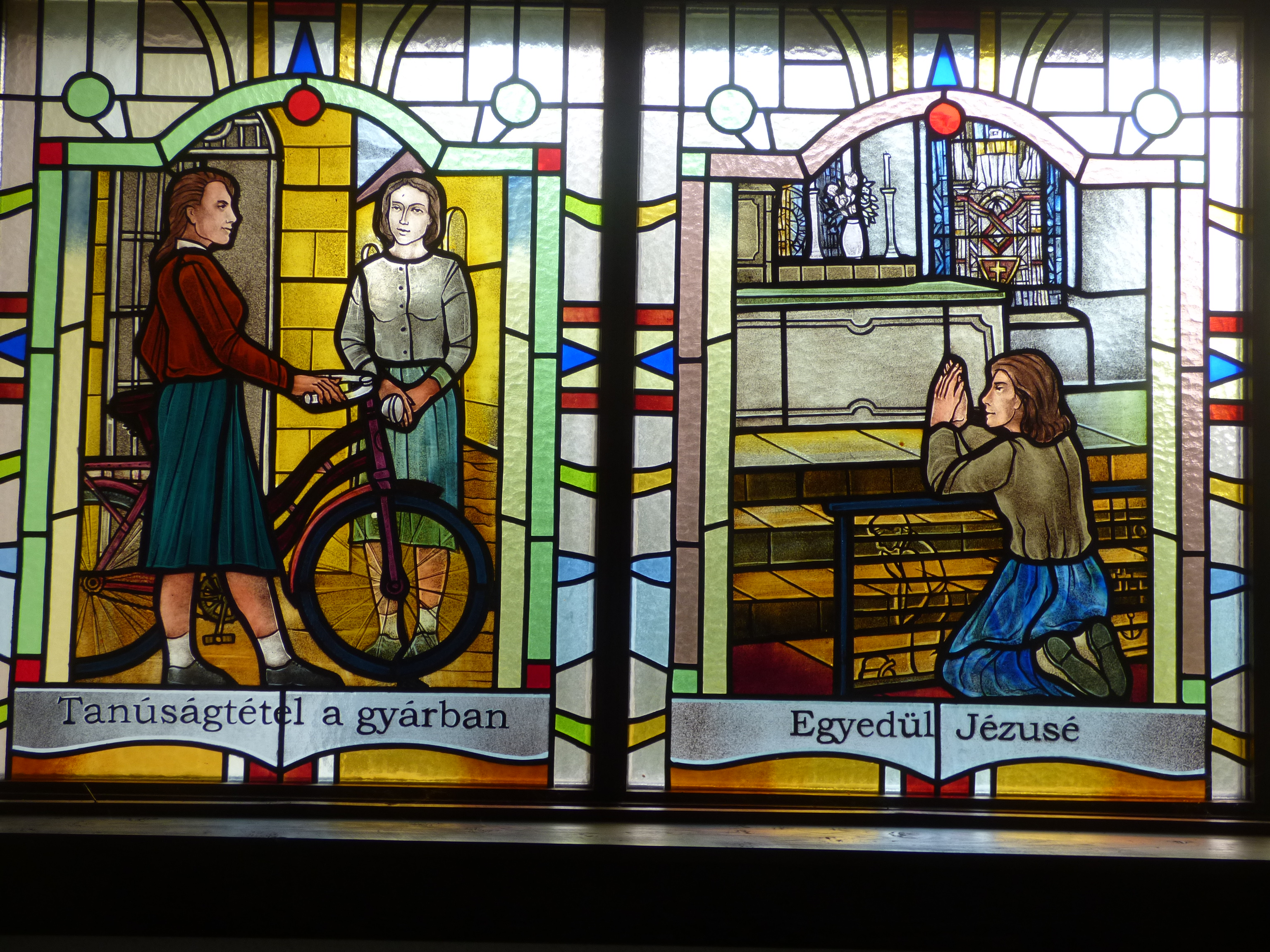
Életének néhány fő stációja a litéri katolikus templom díszüveg ablakán (ismeretlen alkotó műve)
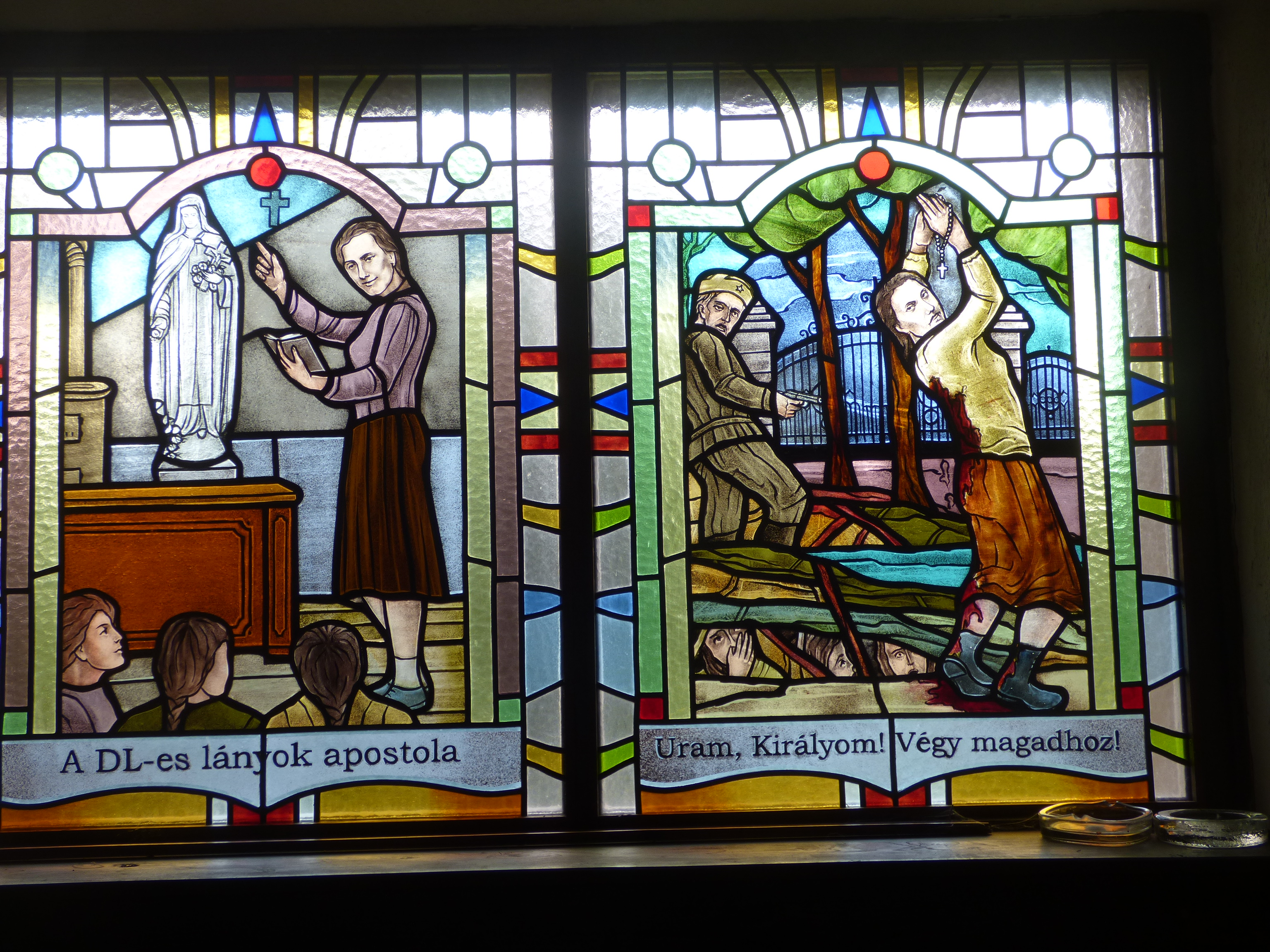
Életének néhány fő stációja a litéri katolikus templom díszüveg ablakán (ismeretlen alkotó műve)
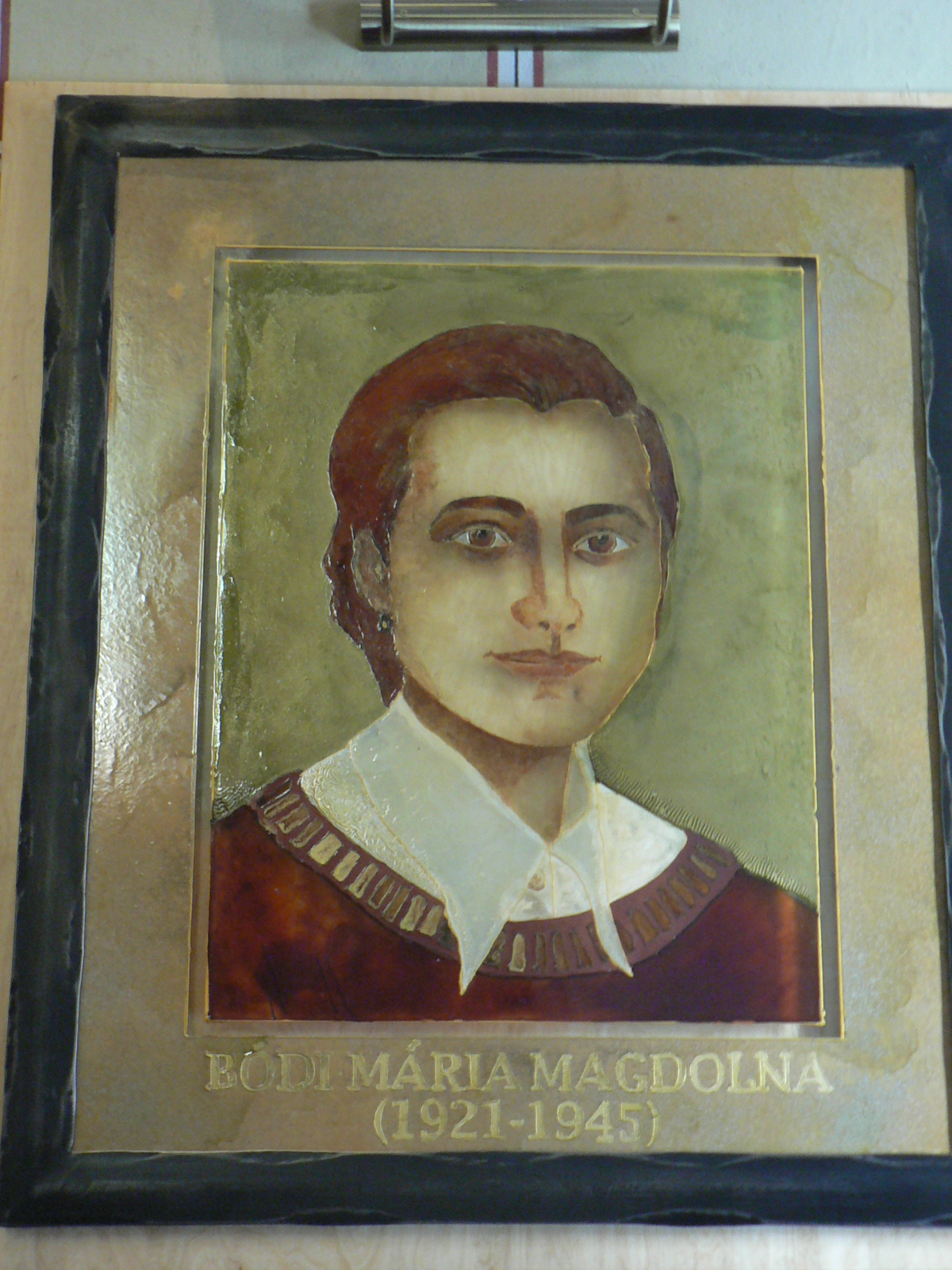
Róla készült festmény a veszprémi székesegyházban (ismeretlen alkotó műve)
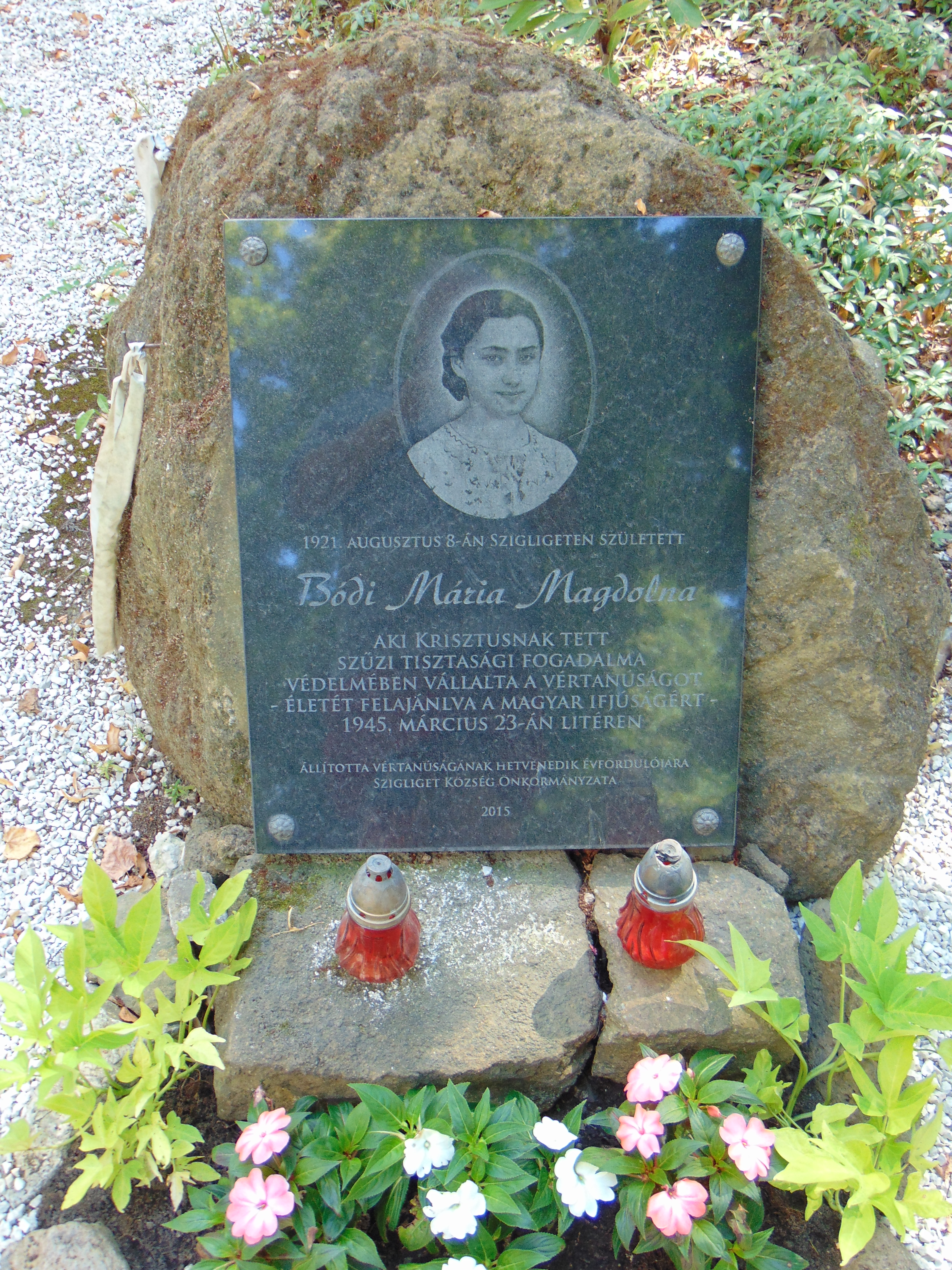
Emlékműve Szigligeten